# Germán Rodríguez Rojas
Germán Ezequiel Rodríguez Rojas (Rafaela, 5 gennaio 1990) è un calciatore argentino, centrocampista svincolato.

## Carriera
Ha giocato nella massima serie e nella seconda divisione argentina.

## Statistiche

### Presenze e reti nei club
Statistiche aggiornate al 12 dicembre 2021.
| Stagione                   | Squadra                    | Campionato                 | Campionato | Campionato | Coppe nazionali | Coppe nazionali | Coppe nazionali | Coppe continentali | Coppe continentali | Coppe continentali | Altre coppe | Altre coppe | Altre coppe | Totale | Totale |
| Stagione                   | Squadra                    | Comp                       | Pres       | Reti       | Comp            | Pres            | Reti            | Comp               | Pres               | Reti               | Comp        | Pres        | Reti        | Pres   | Reti   |
| -------------------------- | -------------------------- | -------------------------- | ---------- | ---------- | --------------- | --------------- | --------------- | ------------------ | ------------------ | ------------------ | ----------- | ----------- | ----------- | ------ | ------ |
| 2009-2010                  | Atlético Rafaela           | PBN                        | 16         | 1          |                 | -               | -               |                    | -                  | -                  |             | -           | -           | 16     | 1      |
| 2010-2011                  | Atlético Rafaela           | PBN                        | 3          | 0          |                 | -               | -               |                    | -                  | -                  |             | -           | -           | 3      | 0      |
| 2011-2012                  | Atlético Rafaela           | PD                         | 2          | 0          | CA              | 2               | 0               |                    | -                  | -                  |             | -           | -           | 4      | 0      |
| 2012-2013                  | Atlético Rafaela           | PD                         | 12         | 1          | CA              | 2               | 0               |                    | -                  | -                  |             | -           | -           | 14     | 1      |
| Totale Atlético de Rafaela | Totale Atlético de Rafaela | Totale Atlético de Rafaela | 33         | 2          |                 | 4               | 0               |                    | -                  | -                  |             | -           | -           | 37     | 2      |
| 2013-2014                  | Patronato                  | PBN                        | 25         | 0          |                 | -               | -               |                    | -                  | -                  |             | -           | -           | 25     | 0      |
| 2014                       | Atlético Rafaela           | PD                         | 13         | 1          | CA              | 3               | 0               |                    | -                  | -                  |             | -           | -           | 16     | 1      |
| 2015                       | Atlético Rafaela           | PD                         | 14         | 0          | CA              | 1               | 0               |                    | -                  | -                  |             | -           | -           | 15     | 0      |
| 2016                       | Atlético Rafaela           | PD                         | 0          | 0          |                 | -               | -               |                    | -                  | -                  |             | -           | -           | 0      | 0      |
| Totale Atlético de Rafaela | Totale Atlético de Rafaela | Totale Atlético de Rafaela | 27         | 1          |                 | 4               | 0               |                    | -                  | -                  |             | -           | -           | 31     | 1      |
| 2016-2017                  | Douglas Haig               | PBN                        | 39         | 1          |                 | -               | -               |                    | -                  | -                  |             | -           | -           | 39     | 1      |
| 2017-2018                  | Boca Unidos                | PBN                        | 12         | 0          |                 | -               | -               |                    | -                  | -                  |             | -           | -           | 12     | 0      |
| 2018-2019                  | Juventud Unida             | TFA                        | 15         | 1          | CA              | 3               | 0               |                    | -                  | -                  |             | -           | -           | 18     | 1      |
| 2019-2020                  | Unión (S)                  | TFA                        | 12         | 1          | CA              | 1               | 0               |                    | -                  | -                  |             | -           | -           | 13     | 1      |
| 2020-2021                  | Puente Genil               | TD                         | 23         | 0          |                 | -               | -               |                    | -                  | -                  |             | -           | -           | 23     | 0      |
| 2021-2022                  | Puente Genil               | TDR                        | 11         | 0          |                 | -               | -               |                    | -                  | -                  |             | -           | -           | 11     | 0      |
| Totale Puente Genil        | Totale Puente Genil        | Totale Puente Genil        | 34         | 0          |                 | -               | -               |                    | -                  | -                  |             | -           | -           | 34     | 0      |
| Totale carriera            | Totale carriera            | Totale carriera            | 197        | 6          |                 | 12              | 0               |                    | -                  | -                  |             | -           | -           | 209    | 6      |

## Palmarès

### Club

#### Competizioni nazionali
- Primera B Nacional: 1

Atlético de Rafaela: 2010-2011